# Aleksandr Vasjunov
Aleksandr Sergeevič Vasjunov (in russo Алекса́ндр Серге́евич Васю́нов?, traslitterazione anglosassone Alexander Vasyunov; Jaroslavl', 22 aprile 1988 – Jaroslavl', 7 settembre 2011) è stato un hockeista su ghiaccio russo, scomparso nell'incidente aereo che ha coinvolto la Lokomotiv Jaroslavl', squadra della Kontinental Hockey League.

## Carriera

### Club
Originario di Jaroslavl', Vasjunov iniziò la propria carriera nella seconda squadra della Lokomotiv Jaroslavl', militante nella terza divisione russa, la Pervaja Liga. Dal 2004 al 2007 disputò in totale 87 partite, con 55 reti e 17 assist forniti. Fu scelto inoltre nel 2006 dai New Jersey Devils.
Si unì alla prima squadra esordendo nella Superliga russa nella stagione 2005-2006 con 2 partite disputate. Per il campionato 2007-2008 fece la sua prima apparizione ai playoff, concludendo la stagione con 6 reti in 38 partite. All'inizio della stagione 2008-2009 lasciò la Kontinental Hockey League per trasferirsi in Nordamerica presso l'organizzazione dei New Jersey Devils. Giocò soprattutto in American Hockey League, con le maglie dei Lowell Devils e degli Albany Devils. Giocò in NHL 18 incontri per un totale di 5 punti nel corso della stagione 2010-2011. Nell'estate del 2011 scelse di ritornare in patria con la Lokomotiv Jaroslavl'.

### Nazionale
In nazionale Vasjunov esordì nella selezione U-18 ai mondiali del 2006, dove mise a segno quattro punti in sei partite. Con la Nazionale U-20 prese parte invece al Campionato mondiale del 2007, nella quale la Russia conquistò la medaglia d'argento.

## Incidente aereo
Il 7 settembre 2011 Vasjunov perse la vita quando un Yakovlev Yak-42, che portava a bordo l'intera squadra e lo staff della Lokomotiv, si schiantò al suolo nei pressi di Jaroslavl'. Il volo era diretto a Minsk, dove era in programma l'incontro d'esordio della stagione 2011-12. Delle 45 persone a bordo dell'aereo solo un pilota sopravvisse all'incidente.